# Musée Bellini
Le Musée Bellini ou Galerie Luigi Bellini est un musée privé de Florence (Italie), situé sur Lungarno Soderini, dans le quartier d'Oltrarno. 

## Description
Il s'agit de la collection d'une dynastie d'antiquaires (opérant depuis le XVIIIe siècle), qui expose en rotation certains objets appartenant à la famille, tels que des peintures peintes sur fond d'or du Moyen Âge, des bronzes, des sculptures en bois, des majoliques et des terres cuites, des meubles anciens. Il est installé dans un bâtiment du début du XXe siècle, avec une vue remarquable sur l'Arno, œuvre d'Adolfo Coppedè. 
Parmi les pièces les plus précieuses, il y a une fresque de l'école de Giotto, une Madonna des Della Robbia, un buste attribué à Donatello, un portrait du Tintoret, une statue en bronze de Giambologna, des tapisseries gothiques et des manufactures des Médicis et une armoire sculptée par Andrea Sansovino. 
La galerie s'occupe également de la création d'expositions antiques et de la promotion de l'art italien à l'extérieur, comme avec la tournée 2005 en Chine qui a culminé ensuite avec l'exposition d'œuvres d'artistes chinois à Florence. 
Il est également possible de visiter sur demande la bibliothèque de la famille Bellini, où sont conservés des manuscrits, des monographies et des revues d'art rares tels que The Burlington Magazine.